# 王水金
王水金（Wang Shui-King ，1918年10月19日—1985年8月24日），出生於日治時代的台北廳艋舺(今台北市萬華區大理街)。
於日治時代，便以多項廣告設計獲獎，而嶄露頭角。其中開設的「東和號」，在當時更是台北唯一的一家廣告設計公司，多年來，師承其廣告繪製技藝者，更是分支流傳甚廣，可說是台灣廣告設計界，重要的前輩人物。除此之外，他最擅長的還是肖像畫，王水金最有名的人像作品，是《中山堂的國父遺像》。

## 畫歷簡介
台灣省全省美展
- 1949年，第四屆省美展，油畫作品靜物入選。
- 1950年，第五屆省美展，油畫作品好日獲特選主席獎第二名。
- 1951年，第六屆省美展，油畫作品肖像獲特選主席獎第三名。
- 1952年，第七屆省美展，油畫作品玩吉他獲特選主席獎第二名。
- 1980年-1982年，省美展榮譽邀請作品展出。

台陽美展
- 1950年，第十三屆台陽展，油畫作品母像獲佳作獎。
- 1951年，第十四屆台陽展，油畫作品母愛獲佳作獎。
- 1952年，第十五屆台陽展，油畫作品靜物入選。
- 1953年，第十六屆台陽展，油畫作品玩室休童獲佳作獎。
- 1980年，創辦大自然畫會(畫友八人，連續展出五屆)。
- 1981年，台灣省文藝季巡迴展，邀請歷屆省展得獎作家作品展出。
- 1982年，參加台南市主辦之千人美展。
- 1982年，作品粧參加日本沙龍博莎爾展。
- 1983年，作品梳妝參加東京第十九屆亞細亞現代美術展。
- 1998年，10月10日舉辦第一次個展於台北東之畫廊。
- 2004年，7月15日於國立歷史博物館舉辦紀念展。